# Миодраг Видојковић
Миодраг Видојковић (Чукуровац код Алексинца, 10. новембар 1936 —) је српски адвокат и политичар. Познат је као кандидат за председника на више председничких избора, укључујући изборе за председника СР Југославије 2000.

## Биографија
Рођен је 10. новембра 1936. у селу Чукуровац код Алексинца. Дипломирао је 1961. на Правном факултету у Београду, после чега је годину дана радио као приправник у тадашњем ваљевском срезу. Касније је радио као правобранилац и секретар општине Свилајнац, да би после прешао на несто помоћника секретара за област уставног система у београдском Секретаријату за законодавство Србије. За председника Скупштине општине Раковица је изабран 1989, а у адвокатуру је прешао три године касније.
Први пут је учествовао као кандидат на председничким изборима 21. септембра 1997. испред групе грађана. На њима је освојио 14.105 гласова, односно 0,34% изашлих гласача, и био је десети од 17 кандидата. Пошто ти избори нису успели у другом кругу услед излазности од испод 50%, кандидовао се поново на поновљеним изборима те године, и освојио је 29.180 гласова, односно 0,77% изашлих бирача.
Последњи избори на којима се кандидовао су били први директни избори за председника СРЈ, који су се одржавали 24. септембра 2000. Нешто пре тих избора је основао Афирмативну странку, и испред ње је помало неочекивано скупио довољан број потписа како би учествовао на њима. Није пуно познато о његовој платформи, али делује да је представљао национализам, јер је желео да афирмише вредности српског народа, и додао је да ће за њега гласати разумни људи погођени немаштином. Није навео кога би подржавао у евентуалном другом кругу. На њима је завршио као последњи од 5 кандидата. Према Савезној изборној комисији је освојио 46.421 гласова, односно 0,93% изашлих бирача, док је према ЦЕСИД-у освојио 45.964 гласова уз исти проценат изашлих бирача.
Скоро ништа се не зна о његовом даљем ангажману после председничких избора 2000.
Ожењен је и има двоје деце.